# Kristianstad
Kristianstad (dansk også: Christianstad) er en by i Skåne i den sydlige del af Sverige. Byen har 41.198 (2023) indbyggere og er kommunesæde i Kristianstads kommun med 83.191 indbyggere (2016). Byen var indtil 1997 residensby i Kristianstads Län. Den er nu sæde for Region Skånes administration. Byens navn udtales på svensk [kri'ɧansta].

## Navn og stavemåde
Christianstad er opkaldt efter kong Christian 4. af Danmark, der grundlagde byen i 1614. Den fik sit navn den 5. juni 1615 ved en forordning udstedt af Christian 4. Her var stavemåden Christianstad. Stavemåden blev bevaret ved byens overgang til Sverige i 1658. I 1800-tallet var både Christianstad og Kristianstad i brug på svensk. Ved den svenske retskrivningsreform i 1906 blev stavemåden Kristianstad gjort officiel. Stavemåden med Ch- har stadig en vis udbredelse, eksempelvis har Skånefederalisterna arbejdet for at genindføre den danske stavemåde.

## Historie
Christianstad blev grundlagt i 1614 af den danske konge Christian 4. som en fæstningsby, der skulle være Skånes bolværk mod Sverige. I 1612 havde svenske tropper ødelagt den vigtige handelsby Væ i det nordøstlige Skåne. Kongen opfordrede borgerne i Væ til at flytte til den nye by Christianstad. Byen har fortsat i sit byvåben grundlæggerens monogram, et 4-tal i et kronet C. Dette symbol anvendes i stor udstrækning på lygtepæle og andre kommunale installationer. Det er den eneste by i verden, der har et monogram fra en udenlandsk konge i sit byvåben.

## Galleri
- Västra Storgatan.
- Stora kronohuset.
- Byhotel.
- Jernbanestation.
- "Stadsporten".
- Teater.
- Hellige Trefoldigheds Kirke.
- "Kvarnen".